# Кенати
Кенати (также известен как азиана, ганати, кенатхи) — папуасский язык, на котором говорят в Папуа — Новой Гвинее, в частности в 3 деревнях, расположенных в провинции Истерн-Хайлендс, районе Воненара.
Вурм (1960, 1975) определил его как самостоятельную ветвь семьи восточно-новогвинейских языков Хайленда. Россу (2005) не удалось найти достаточно доказательств, чтобы подтвердить это, и он оставил язык неклассифицированным. Ethnologue в 2009 году классифицировал его более конкретно с языками кайнанту, ещё одну ветвь в Восточном Хайленде Вурма.